# EF Education-EasyPost
A EF Education-NIPPO (código UCI: EFN) é um equipa de ciclismo profissional estadounidense de categoria UCI WorldTeam desde a temporada de 2009, que participa no UCI WorldTour e em algumas corridas dos Circuitos Continentais, principalmente o europeu.
Foi fundado em 2007 como Team Slipstream pelo investidor Doug Ellis. Ao final da temporada de 2014 anunciou-se a sua fusão com a equipa italiana Cannondale, o qual será o patrocinador principal e o principal provedor de bicicletas técnicas para a equipa a partir de 2015. A equipa é dirigida pelo exciclista estadounidense Jonathan Vaughters, dispõe de um programa antidopagem interno que foi pioneiro entre as equipas ciclistas. Ainda que a sua licença é estadounidense, a sua sede operativa encontra-se em Girona (Espanha).
Entre as suas principais vitórias destacam-se o Giro d'Italia em 2012 e quatro monumentos, a Paris-Roubaix conseguida em 2011 por Johan Vansummeren, a Liège-Bastogne-Liège e o Giro de Lombardia ganhados por Daniel Martin em 2013 e 2014 respectivamente e o Volta à Flandres em 2019 conseguido por Alberto Bettiol.

## História da equipa

### Origens
Vaughters formou a equipa em 2003 como uma formação para desenvolver a ciclistas juvenis, com o patrocínio de 5280, uma revista de Denver (Colorado, Estados Unidos).
Ao ano seguinte TIAA-CREF converteu-se em patrocinador, contratando Vaughters e ciclistas profissionais e amadoras.
5280 e TIAA-CREF continuam patrocinando aos jovens ciclistas do Garmin-Chipotle.

### Primeiros anos
O investidor estadounidense Doug Ellis entrou no projeto para 2007, convertendo no padrão da equipa ao contribuir 8 milhões de euros de orçamento.

#### 2007: Primeiro ano profissional

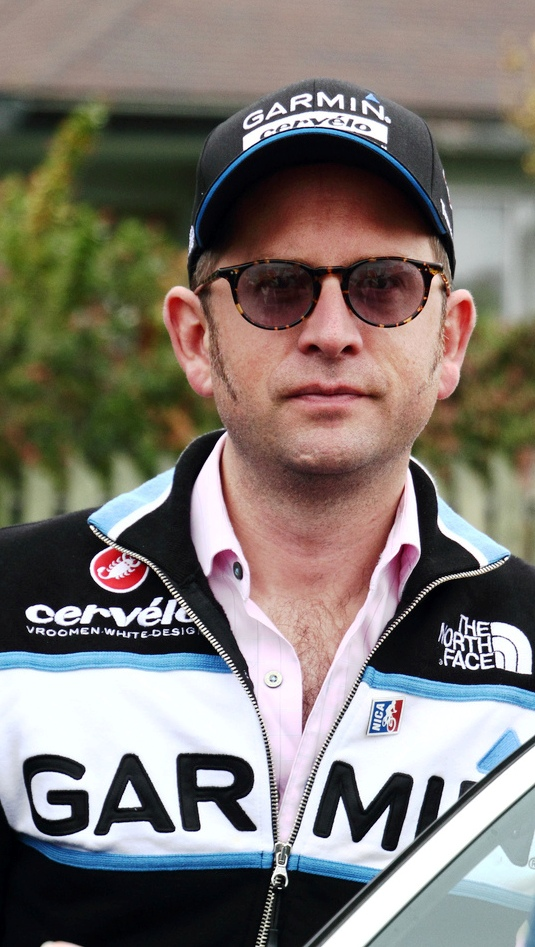
Jonathan Vaughters, o director da equipa

Em 2007 chamou-se Team Slipstream, tomando o nome de Slipstream Sports, a empresa encarregada de gerir a equipa. Em sua primeira temporada como equipa profissional de categoria Profissional Continental, a esquadra competiu fundamentalmente nos Estados Unidos, dentro do circuito continental UCI America Tour.
Assim, no Tour de Missouri, William Frischkorn foi segundo na geral, só superado por George Hincapie (Discovery Channel, de categoria UCI ProTeam). Ademais, o conjunto ganhou a classificação por equipas e uma etapa, a 5.ª, por meio de Danny Pate.
Assim mesmo, no Volta à Califórnia, Jason Donald foi segundo no prólogo de uma volta por etapas na que participaram várias equipas ProTeam: Discovery Channel, Rabobank, T-Mobile, CSC, Quick Step-Innergetic, Liquigas, Predictor-Lotto, Gerolsteiner e Credit Agricole.
O conjunto norte-americano obteve nesse ano um convite da organização para participar na Volta à Catalunha, e o Grande Prêmio de Plouay, corridas do circuito UCI ProTour.

#### 2008: Convidado a Giro e Tour
Em 2008 a cadeia de restaurantes mexicana Chipotle Mexican Grill, que já estava a apoiar à equipa, passou a ser o segundo patrocinador. Assim o conjunto se chamou Slipstream-Chipotle presented by H3O e tendo em vista ter mais participação nas corridas do UCI ProTour e principalmente chegar ao Tour de France, contratou a destacados ciclistas como Christian Vande Velde, David Millar, David Zabriskie, Tom Danielson, Tyler Farrar, Ryder Hesjedal, Daniel Martin e Magnus Bäckstedt. A formação cumpriu o objectivo e foi convidado a numerosas corridas do circuito UCI ProTour, bem como ao Giro e o Tour.
No Giro d'Italia a equipa ganhou a primeira etapa, uma contrarrelógio por equipas em Palermo, sendo esta a primeira vitória da esquadra numa grande volta. Assim, o chefe de fileiras Christian Vande Velde luziu a primeira maglia rosa da rodada italiana, ainda que perderia essa honra na seguinte etapa. Vande Velde foi assim mesmo quinto na contrarrelógio final de Milão.
Em 1 de julho, a empresa Garmin tomou o patrocínio principal e a esquadra estreia no Tour de France com o nome Garmin-Chipotle presented by H3O. Na ronda gala, Vande Velde foi quarto na geral, sendo assim um dos ciclistas destacados da Grande Boucle.

### Rendimento no ProTour
Depois da sua boa temporada em 2008, a equipa conseguiu que a UCI aceitasse a sua petição de licença de equipa UCI ProTeam, passando assim a fazer parte da elite do ciclismo.

#### 2009: Wiggins, terceiro no Tour

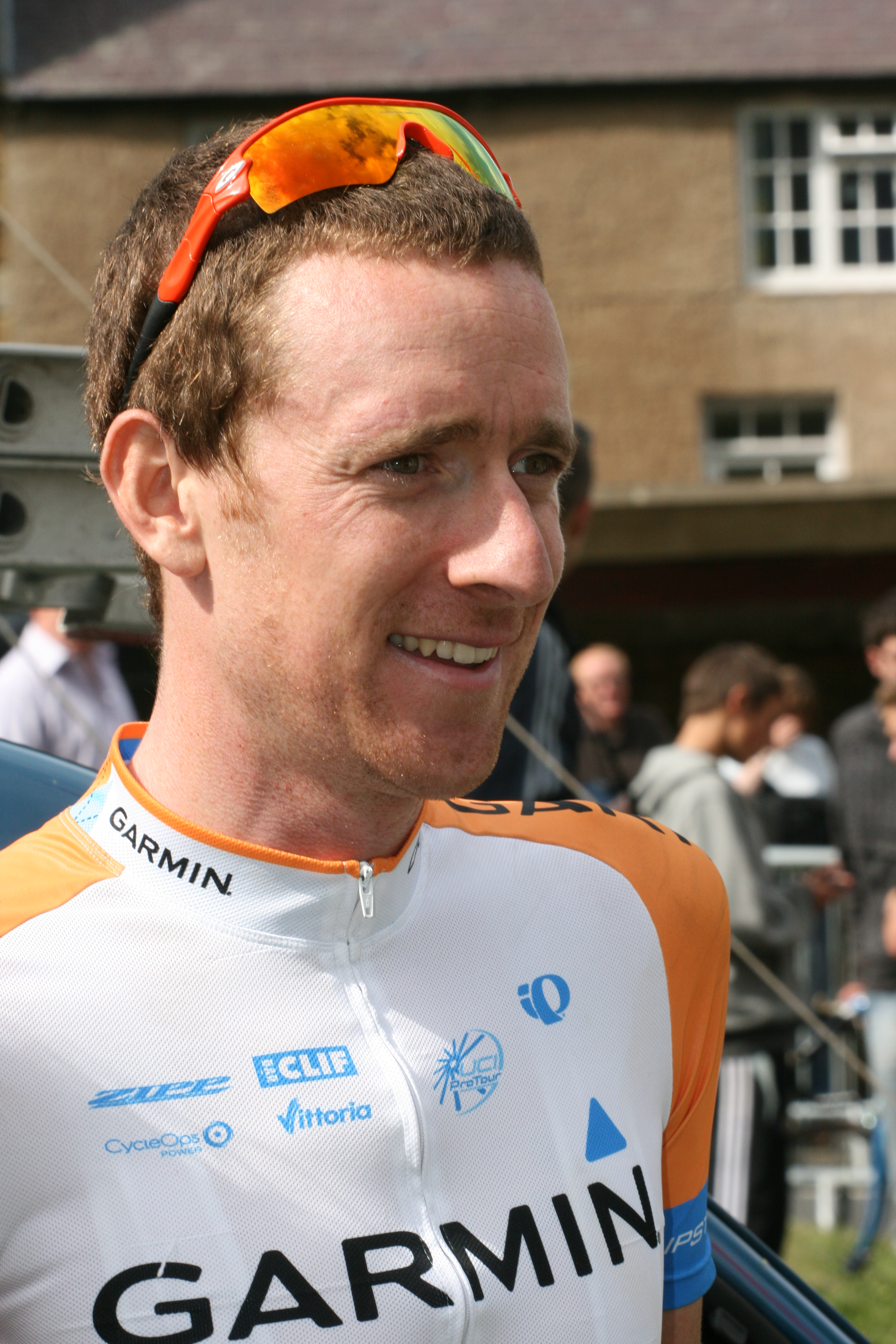
Bradley Wiggins

Em 2009, a nova denominação da equipa foi Garmin-Slipstream e manteve a base de 2008. Contratou ao britânico Bradley Wiggins, quem até esse momento tinha destacado sobretudo em pista, tendo sido várias vezes campeão mundial e olímpico.
A equipa superou-se notavelmente nesse ano, com 29 vitórias na temporada. Pela primeira vez conseguiu-se uma vitória individual no UCI World Calendar (nova denominação do UCI ProTour nesse ano) quando Christian Vande Velde ganhou a 4.ª etapa da Paris-Nice. Depois chegaram vitórias de Tyler Farrar na Tirreno-Adriático, Eneco Tour e a Vattenfall Cyclassics. Das vitórias conseguidas, as mais destacadas foram as 2 etapas da Volta a Espanha, onde Farrar ganhou ao sprint a 11.ª e ao dia seguinte Ryder Hesjedal ganhou no Alto de Velefique.
No Tour de France a equipa não conseguiu nenhuma vitória de etapa mas que deu uma imagem excelente da equipa, na crono por equipas marcaram o 2.º melhor tempo, David Millar fez boas contrarrelógios e foi o corredor mais combativo da 6.ª etapa, enquanto na geral, a revelação foi Bradley Wiggins, que graças aos seus 6 kg a menos ficou a segundos da 3.ª posição do pódio ocupada por Lance Armstrong e Vande Velde repetiu no top ten do ano anterior, ficando 8.º. Depois da desclassificação de Armstrong em 2012, a 3.ª lacuna da geral ficaria para Wiggins e Vande Velde ascendeu ao 7.º posto.

#### 2010
Em 2010 a empresa de fabricante de óculos de sol Transitions Optical, chegou como segundo patrocinador. Wiggins mudou-se ao recém criado Sky, enquanto chegaram à equipa Fredrik Kessiakoff, Johan Vansummeren, Robert Hunter e Murilo Fischer.
Manteve-se a linha do ano anterior e ao final da temporada a equipa acumulou 27 triunfos, com o velocista Tyler Farrar ganhando etapas no Giro e a Volta (2 na cada uma) e revalidando o título na Vattenfall Cyclassics. Daniel Martin, conseguiu a primeira vitória numa corrida por etapas do UCI World Calendar quando ganhou o Tour da Polónia.
No Tour de France, estiveram para perto de ganhar etapas por Farrar e Julian Dean mas novamente ficou no deve. Ambos conseguiram fazer pódios, mas foram superados por Cavendish e Alessandro Petacchi. Na classificação geral quem deu a surpresa foi Ryder Hesjedal, localizando-se 6.º e tendo tido uma excelente posição no Tourmalet onde acabou 3.º.

#### 2011: Fusão com o Cervélo e triunfos no Tour
Ante o desaparecimento da equipa Cervélo Test Team de categoria Profissional Continental, sete corredores do extinto conjunto suíço uniram-se à formação estadounidense, incluídos Thor Hushovd e Heinrich Haussler. A mudança viu-se favorecido pela incorporação do fabricante de bicicletas Cervélo como novo patrocinador, passando a denominar-se a esquadra Team Garmin-Cervélo.
A temporada começou com a vitória de Cameron Meyer na primeira corrida do UCI WorldTour, o Tour Down Under. Em abril Johan Vansummeren obteve a primeira clássica para a equipa, a Paris-Roubaix. Nesse ano a formação estadounidense pôde-se tirar a espinha de ganhar no Tour de France e fazer nada menos que 4 etapas. Primeiro na contrarrelógio por equipas da 2.ª etapa (que ademais pôs a Thor Hushovd como líder da corrida durante 7 jornadas) e depois 3 etapas em linha, uma para Farrar e duas para Hushovd.

#### 2012: Hesjedal fica com o Giro

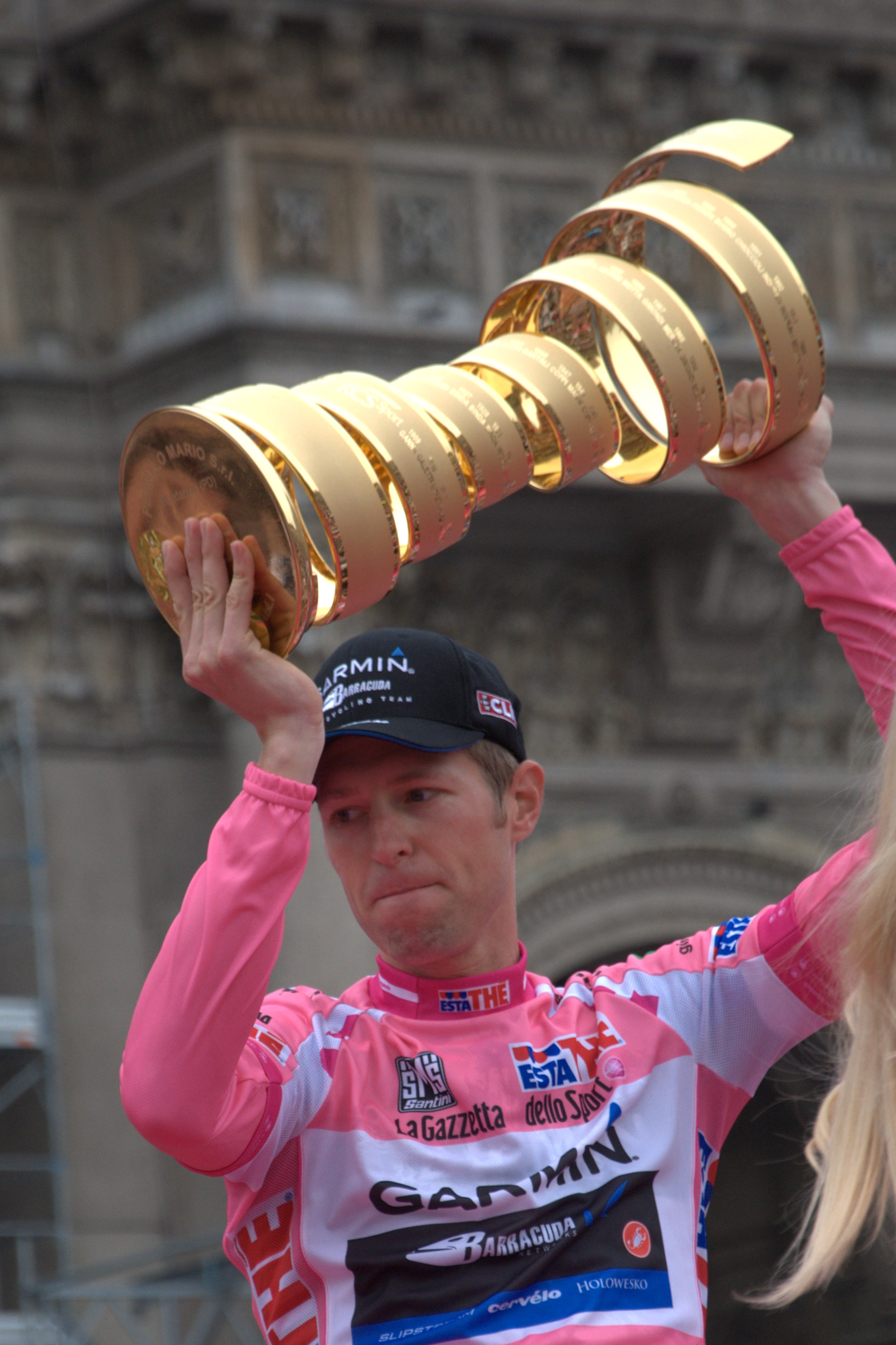
Ryder Hesjedal, ganhador do Giro 2012.

A temporada de 2012 a equipa começou com a denominação Garmin-Barracuda, que a partir do Tour de France alterou para Garmin-Sharp. Seis dos 7 corredores australianos da equipa marcharam-se ao recém criado Orica-GreenEDGE, como Cameron Meyer, Julian Dean e Jack Bobridge. Também deixou a formação Thor Hushovd quem foi contratado pelo BMC. Em contrapartida chegaram Koldo Fernández, Alex Rasmussen e Fabian Wegmann. Desde a equipa filial, o Chipotle Development Team ascenderam-se a vários jovens como Raymond Kreder e a Thomas Dekker que tinha chegado ao filial no ano anterior depois da suspensão por dopaje.
Numa temporada onde se conseguiram muito poucas vitórias no UCI WorldTour (só três), o primeiro lugar de Ryder Hesjedal no Giro d'Italia tem sido o triunfo mais importante da equipa. Depois de ter vestido de rosa algumas etapas e de uma briga cara a cara com Purito Rodríguez, Hesjedal conseguiu fazer com a vitória recém na última jornada, uma contrarrelógio em Milão.
Outros triunfos destacados foram os de Sep Vanmarcke na Omloop Het Nieuwsblad, Christian Vande Velde no USA Pro Cycling Challenge e Andrew Talansky no Tour de l'Ain. Talansky ademais teve uma destacada actuação na Volta a Espanha onde terminou em 7.ª posição.

#### 2013
No ano começou com uma boa participação até às clássicas. Andrew Talansky na Paris-Nice, ganhou uma etapa e terminou 2.º. Poucos dias depois Daniel Martin ganhou uma etapa e a geral da Volta à Catalunha e um mês depois a Liège-Bastogne-Liège.
Para o Giro d'Italia, Ryder Hesjedal chegou como favorito depois do triunfo em 2012, mas o canadiano não estava na sua melhor nível e foi caindo seu rendimento dia a dia até que decidiu abandonar em 12.ª etapa. A única satisfação na corsa rosa, foi a vitória de etapa do lituano Ramūnas Navardauskas. Enquanto no Tour de France, Talansky meteu-se no top ten, finalizando em 10.ª posição.
A última parte do ano conseguiram algumas vitórias nos Estados Unidos e Canadá como Tour de Utah ganhado por Tom Danielson e o Tour de Alberta por Rohan Dennis e Daniel Martin terminou 2.º no Tour de Pequim.

#### 2015: União com aCannondalee renovação do elenco
Após que se fizesse oficial a final da temporada de 2014 a fusão com a equipa italiana Cannondale, a nova equipa será conhecido como Team Cannondale-Garmin e contará com um plantel de 27 atletas de 14 países diferentes. Cannondale será o patrocinador principal e patrocinador técnico da bicicleta para a equipa, e tem uma participação na organização da gestão de toda a equipa. Garmin seguirá sendo co-patrocinador do título e segue como um sócio firme como o vem sendo desde o ano 2008. A juventude é, sem dúvida, uma das chaves da fusão entre ambas estruturas. Jonathan Vaughters leva-se da estrutura italiana oito corredores que no maior dos casos mantêm um mesmo padrão: juventude, qualidade e projecção

#### 2017: Reaparição da Equipa
Neste ano o capo da equipa, o colombiano Rigoberto Urán consegue um segundo posto no Tour de France de 2017, após Christopher Froome  Também Rigoberto Urán consegue ganhar a clássica Milano-Torino.

### 2018
A companhia Slipstream Sports, quem é a proprietária da licença da equipa no World Tour, a máxima categoria do ciclismo mundial, confirmou que a esquadra seguirá para 2018, depois de se especificar a chegada de um novo patrocinador, EF Education First.

## Corredor melhor classificado nas Grandes Voltas
| Ano  | Giro d'Italia              | Tour de France            | Volta a Espanha        |
| ---- | -------------------------- | ------------------------- | ---------------------- |
| 2005 | -                          | -                         | -                      |
| 2006 | -                          | -                         | -                      |
| 2007 | -                          | -                         | -                      |
| 2008 | 52.º Christian Vande Velde | 4.º Christian Vande Velde | -                      |
| 2009 | 66.º Bradley Wiggins       | 3.º Bradley Wiggins       | 53.º Daniel Martin     |
| 2010 | 57.º Daniel Martin         | 5.º Ryder Hesjedal        | 8.º Tom Danielson      |
| 2011 | 14.º Christophe Le Mével   | 8.º Tom Danielson         | 13.º Daniel Martin     |
| 2012 | 1.º Ryder Hesjedal         | 35.º Daniel Martin        | 7.º Andrew Talansky    |
| 2013 | 18.º Damiano Caruso        | 10.º Andrew Talansky      | 88.º Johan Vansummeren |
| 2014 | 9.º Ryder Hesjedal         | 52. Alessandro De Marchi  | 7.º Daniel Martin      |
| 2015 | 5.º Ryder Hesjedal         | 11.º Andrew Talansky      | 18.º André Cardoso     |
| 2016 | 7.º Rigoberto Urán         | 16.º Pierre Rolland       | 5.º Andrew Talansky    |
| 2017 | 10.º Davide Formolo        | 2.º Rigoberto Urán        | 7.º Michael Woods      |
| 2018 | 19.º Michael Woods         | 27.º Pierre Rolland       | 7.º Rigoberto Urán     |
| 2019 | 11.º Hugh Carthy           | 7.º Rigoberto Urán        | 14.º Sergio Higuita    |

## Equipa filial
Contou com uma equipa filial sub-23 que partir da temporada de 2011 passou a ser de categoria Continental chamado Chipotle-First Solar Development Team (antes Holowesko Partners Team). Vários dos integrantes do elenco sub-23, depois de ter experiência internacional passaram à equipa principal como Jacob Rathe, Raymond Kreder, Alex Howes (2012) e Steele Von Hoff e Lachlan Morton (2013). Em 2013 a equipa desapareceu depois do retirada da cadeia Chipotle como patrocinador da equipa.

## Equipa feminina
Também conta com uma equipa profissional feminino com licença britânica, continuação do Cervélo Test Team.

## Programa antidopagem interno
Uma das novidades da equipa foi seu programa antidopagem. Para além de substâncias específicas, procuram-se variações do organismo que sugiram dopagem mediante análise com biomarcadores. Também se realizam perfis médicos dos ciclistas e análises de antecedentes. Estuda-se a vida dos corredores, seu meio, para prevenir casos que magoem o código ético. Para Vaughters tudo isto "não é necessário se transmitimos com efectividade a mensagem, preferimos que um ciclista fique sexto se mantém limpo o nome do patrocinador. Se é assim, esse posto nos sabe a vitória."

## Patrocínio
Slipstream (que significa "rebufo" em inglês) é o nome da equipa financiada por Doug Ellis, enquanto o patrocinador principal Garmin (desde junho de 2008) é uma empresa dedicada à produção de dispositivos de GPS.
Desde essa temporada com Garmin como patrocinador principal, entre os patrocinadores secundários têm destacado, Chipotle Mexican Grill, uma cadeia de restaurantes que entrou na equipa para a temporada de 2008, e H30.
Durante a temporada de 2010 Transitions Optical, uma empresa fabricante de lentes, foi quem lhe deu o segundo nome à equipa até que em 2011 se incorporou a marca de bicicletas Cervélo, depois de deixar de patrocinar ao desaparecido Cervélo Test Team.
Na temporada de 2012 mudou de novo a sua denominação para incluir até finais de junho em seu nome ao patrocinador Barracuda Networks, empresa de protecção de dados na Internet e a partir do Tour de France de 2012, Sharp Corporation passou a ser o segundo patrocinador.

## Material ciclista
A equipa utilizou bicicletas Felt e componentes Shimano. Para 2011 a união com a equipa Cervélo supôs a contribuição do material ciclístico desta marca, portanto os materiais seriam bicicletas Cervélo e componentes Shimano.
A partir da temporada de 2015 devido à sua fusão com a equipa Cannondale, começa a utilizar a bicicleta técnica dessa equipa. O equipamento desportivo é proporcionado pela marca New Balance.

## Sede
Apesar de que a equipa tem licença estadounidense, a sua base operativa se situa em Girona (Catalunha, Espanha), onde vivem todos os corredores, que devem seguir um estrito regulamento interno.

## Equipamento
| 2010 | 2011 | 2012-2014 | 2015 | 2018 |

## Classificações UCI
A partir de 2005 a UCI instaurou os Circuitos Continentais da UCI, onde a equipa esteve desde que se criou em 2007 até 2008, registado dentro do UCI America Tour. Estando nas classificações do UCI America Tour Ranking, UCI Asia Tour Ranking e UCI Europe Tour Ranking. As classificações da equipa e do seu ciclista mais destacado são as seguintes:
| Ano                      | Classificação por equipas | Melhor corredor na classificação individual | Posição |
| 2006-2007 (America Tour) | 5.º                       | William Frischkorn                          | 19.º    |
| 2006-2007 (Asia Tour)    | 32.º                      | Charles Bradley Huff                        | 571.º   |
| 2006-2007 (Europe Tour)  | 95.º                      | William Frischkorn                          | 571.º   |
| 2007-2008 (America Tour) | 1.º                       | Christian Vande Velde                       | 3.º     |
| 2007-2008 (Europe Tour)  | 14.º                      | Daniel Martin                               | 41.º    |

Depois de discrepâncias entre a UCI e os organizadores das Grandes Voltas, em 2009 teve-se que refundar o UCI ProTour numa nova estrutura chamada UCI World Ranking, formada por corridas do UCI World Calendar; e a partir do ano 2011 unindo na denominação comum do UCI WorldTour. A equipa ao ascender a categoria UCI ProTour em 2010 entrou nesse ranking.
| Ano  | Classificação por equipas | Melhor corredor na classificação individual | Posição |
| 2009 | 11.º                      | Tyler Farrar                                | 18.º    |
| 2010 | 7.º                       | Ryder Hesjedal                              | 8.º     |
| 2011 | 6.º                       | Daniel Martin                               | 9.º     |
| 2012 | 9.º                       | Ryder Hesjedal                              | 13.º    |
| 2013 | 8.º                       | Daniel Martin                               | 6.º     |
| 2014 | 11.º                      | Daniel Martin                               | 9.º     |
| 2015 | 16.º                      | Ryder Hesjedal                              | 46.º    |
| 2016 | 8.º                       | Alberto Bettiol                             | 20.º    |
| 2017 | 10.º                      | Rigoberto Urán                              | 20.º    |
| 2018 | 16.º                      | Rigoberto Urán                              | 42.º    |

## Palmarés
Para anos anteriores, veja-se Palmarés da EF Pro Cycling

### Palmarés de 2020

#### UCI WorldTour
| Datas          | Corridas                       | Ganhador               |
| 16 de agosto   | Critério do Dauphiné           | Daniel Felipe Martínez |
| 9 de setembro  | 3.ª etapa da Tirreno-Adriático | Michael Woods          |
| 11 de setembro | 13.ª etapa do Tour de France   | Daniel Felipe Martínez |
| 5 de outubro   | 3.ª etapa do Giro d'Italia     | Jonathan Caicedo       |
| 11 de outubro  | 9.ª etapa do Giro d'Italia     | Ruben Guerreiro        |

#### UCI ProSeries
| Datas      | Corridas         | Ganhador     |
| 1 de março | La Drôme Classic | Simon Clarke |

#### Circuitos Continentais da UCI
| Datas           | Circuito                 | Corridas                               | Ganhador               |
| 6 de fevereiro  | UCI Europe Tour de 2020  | 2.ª etapa da Estrela de Bessèges       | Magnus Cort            |
| 9 de fevereiro  | UCI Europe Tour de 2020  | 5.ª etapa da Estrela de Bessèges (CRI) | Alberto Bettiol        |
| 11 de fevereiro | UCI America Tour de 2020 | 1.ª etapa do Tour Colombia (CRE)       | EF Pro Cycling         |
| 14 de fevereiro | UCI America Tour de 2020 | 4.ª etapa do Tour Colombia             | Sergio Higuita         |
| 16 de fevereiro | UCI America Tour de 2020 | 6.ª etapa do Tour Colombia             | Daniel Felipe Martínez |
| 16 de fevereiro | UCI America Tour de 2020 | Tour Colombia                          | Sergio Higuita         |

#### Campeonatos nacionais
| Datas          | Corridas                                    | Ganhador               |
| 30 de janeiro  | Campeonato da Colômbia Contrarrelógio (CRI) | Daniel Felipe Martínez |
| 2 de fevereiro | Campeonato da Colômbia em Estrada           | Sergio Higuita         |

## Elenco
Para anos anteriores, veja-se Elencos da EF Pro Cycling

### Elenco de 2020
| Nome                   | Nascimento | Nacionalidade  | Equipa de 2019       |
| Sean Bennett           | 31/03/1996 | Estados Unidos | EF Education First   |
| Alberto Bettiol        | 29/10/1993 | Itália         | EF Education First   |
| Stefan Bissegger       | 13/09/1998 | Suíça          | Swiss Racing Academy |
| Jonathan Caicedo       | 28/04/1993 | Equador        | EF Education First   |
| Hugh Carthy            | 09/07/1994 | Reino Unido    | EF Education First   |
| Simon Clarke           | 18/07/1986 | Austrália      | EF Education First   |
| Magnus Cort            | 16/01/1993 | Dinamarca      | Astana Pro Team      |
| Lawson Craddock        | 20/02/1992 | Estados Unidos | EF Education First   |
| Mitchell Docker        | 02/10/1986 | Austrália      | EF Education First   |
| Ruben Guerreiro        | 06/07/1994 | Portugal       | Team Katusha-Alpecin |
| Kristoffer Halvorsen   | 13/04/1996 | Noruega        | Team INEOS           |
| Sergio Higuita         | 01/08/1997 | Colômbia       | EF Education First   |
| Moreno Hofland         | 31/08/1991 | Países Baixos  | EF Education First   |
| Alex Howes             | 01/01/1988 | Estados Unidos | EF Education First   |
| Tanel Kangert          | 11/03/1987 | Estónia        | EF Education First   |
| Jens Keukeleire        | 23/11/1988 | Bélgica        | Lotto Soudal         |
| Sebastian Langeveld    | 17/01/1985 | Países Baixos  | EF Education First   |
| Daniel Felipe Martínez | 25/04/1996 | Colômbia       | EF Education First   |
| Lachlan Morton         | 02/01/1992 | Austrália      | EF Education First   |
| Logan Owen             | 25/03/1995 | Estados Unidos | EF Education First   |
| Neilson Powless        | 03/09/1996 | Estados Unidos | Team Jumbo-Visma     |
| Jonas Rutsch           | 24/01/1998 | Alemanha       | Team Lotto-Kern Haus |
| Thomas Scully          | 14/01/1990 | Nova Zelândia  | EF Education First   |
| Rigoberto Urán         | 26/01/1987 | Colômbia       | EF Education First   |
| Julius van den Berg    | 23/10/1996 | Países Baixos  | EF Education First   |
| Tejay van Garderen     | 12/08/1988 | Estados Unidos | EF Education First   |
| Sep Vanmarcke          | 28/07/1988 | Bélgica        | EF Education First   |
| Luis Villalobos        | 26/06/1998 | México         | EF Education First   |
| James Whelan           | 11/07/1996 | Austrália      | EF Education First   |
| Michael Woods          | 12/10/1986 | Canadá         | EF Education First   |

1. ↑  Desde 1 de agosto
2. ↑  Até 1 de agosto